# 謝元麒
謝元麒，廣西省桂林府臨桂縣人，清朝政治人物、進士出身。
光緒十二年（1886年），参加光緒丙戌科殿試，登進士二甲8名。同年五月，授刑部郎中。